# عزيز الحسين
عزيز الحسين (مواليد سنة 1943 بوجدة) سياسي وأستاذ جامعي مغربي. عُيّن وزيرا للوظيفة العمومية والإصلاح الإداري في حكومة عبد الرحمان اليوسفي.

## مسيرته[1]

### تعليمه
حصل على دكتوراه الدولة في الآداب والعلوم الإنسانية من كلية الآداب في جامعة بروفانس - إيكس مرسيليا 1 (1988)، وعلى دكتوراه السلك الثالث في الآداب العربية من نفس الجامعة سنة (1983)، وإجازة في الآداب من كلية الآداب بالرباط (1978)، ودبلوم اللغة العربية من نفس الكلية (1962).

### مناصبه
أستاذ التعليم العالي بالمدرسة العليا للأساتذة بالرباط، وهو رئيس لجنة مباراة التبريز في الترجمة منذ 1994. كما شغل مناصب مدير ثانوية دار السلام بالرباط (1965-1983)، ثم مدير المدرسة العليا للأساتذة بوجدة (1987-1988)، ثم مندوب وزارة التربية الوطنية بالرباط (1988-1989) ثم عضو بديوان وزير التربية الوطنية، ثم مدير التعليم الأساسي (1993-1998).
شغل منصب سفير المغرب لدى الإمارات العربية المتحدة في الفترة الممتدة من 2003 إلى نهاية سنة 2005.
سنة 2008، عُيّن مديرا للمدرسة المولوية خلفا لعبد الجليل الحجمري.

### المسار السياسي
منذ عام 1993، كان عضوا في المكتب التنفيذي لحزب التجمع الوطني للأحرار. شغل مناصب رئيس جماعة وجدة سيدي زيان (1992-1997)، ونائب رئيس أول بالمجموعة الحضرية لوجدة (1992-1997)، ثم كاتبا عاما لجمعية أنجاد (1988-1994).